# Carrières de Rieudotte
| Carrières de Rieudotte & Extensions Andenne                                               | Carrières de Rieudotte & Extensions Andenne |
| ----------------------------------------------------------------------------------------- | ------------------------------------------- |
| Andenelle Carrières de Rieudotte Feldbahn und Verladeeinrichtung mit Blick auf Wanhériffe |                                             |
| Spurweite:                                                                                | 600 mm (Schmalspur)                         |
|                                                                                           |                                             |

Die Société Anonyme des Carrières de Rieudotte & Extensions Andenne betrieb ab 30. Dezember 1926 einen Steinbruch mit einer dampfbetriebenen Schmalspur-Werksbahn in Andenne in der Provinz Namur im wallonischen Teil Belgiens.

## Geschichte
Der Steinbruch lag zwischen Andenelle und Gives beim Château de Rieudotte am Maas-Ufer gegenüber von Wanhériffe. Er wurde von den Gebrüdern Quevit gegründet und trug auch nach der Umfirmierung zu einer Aktiengesellschaft den Beinamen Ancienne Firme Quevit Frères, Andenne.
Eine dampfbetriebene Feldbahn mit einer Spurweite von 600 mm verlief vom Steinbruch zur Verladeeinrichtung am Normalspur-Güterbahnhof Rieudotte und einem firmeneigenen Schiffsanleger an der Maas.
Anfang der 1980er Jahre wurden illegal etwa 5000 bis 8000 Tonnen Industrieabfälle auf dem Steinbruchgelände entsorgt. Inzwischen wurde das verschmutzte Material entfernt und das Gelände von seinem derzeitigen Besitzer teilsaniert.

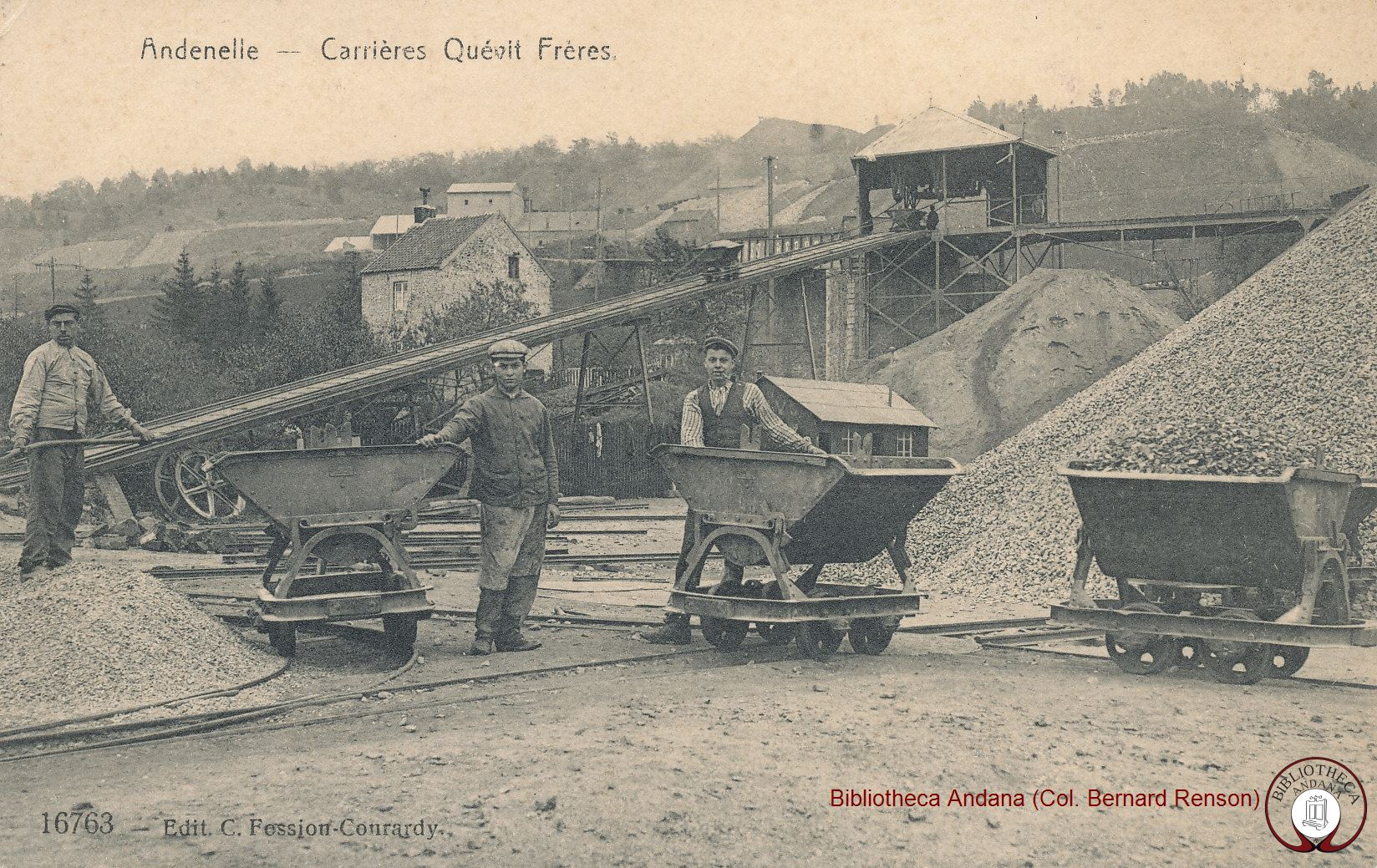
Handbediente Kipploren
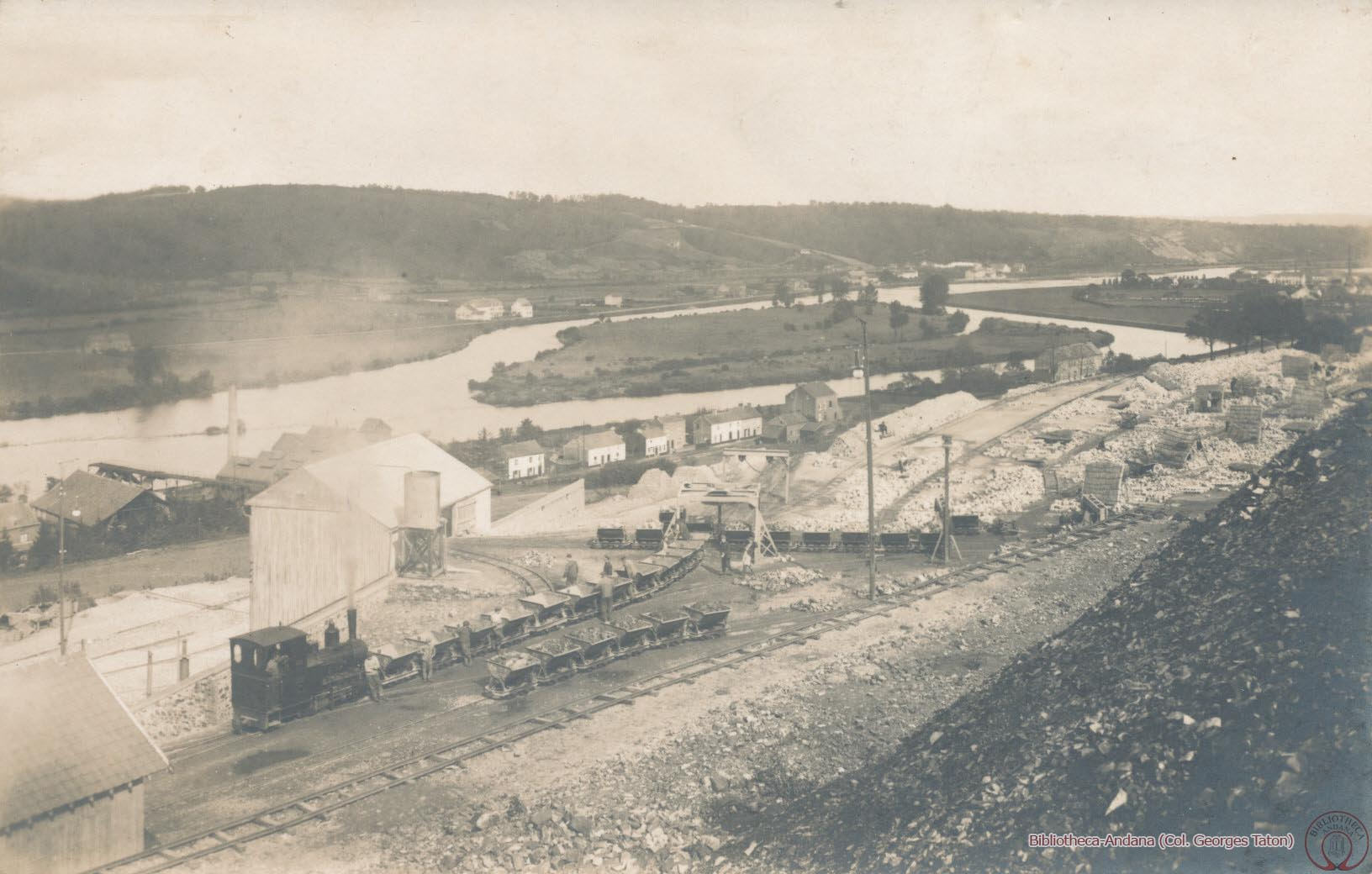
Dampfbetriebene Feldbahn